# Parque Nacional Canaima

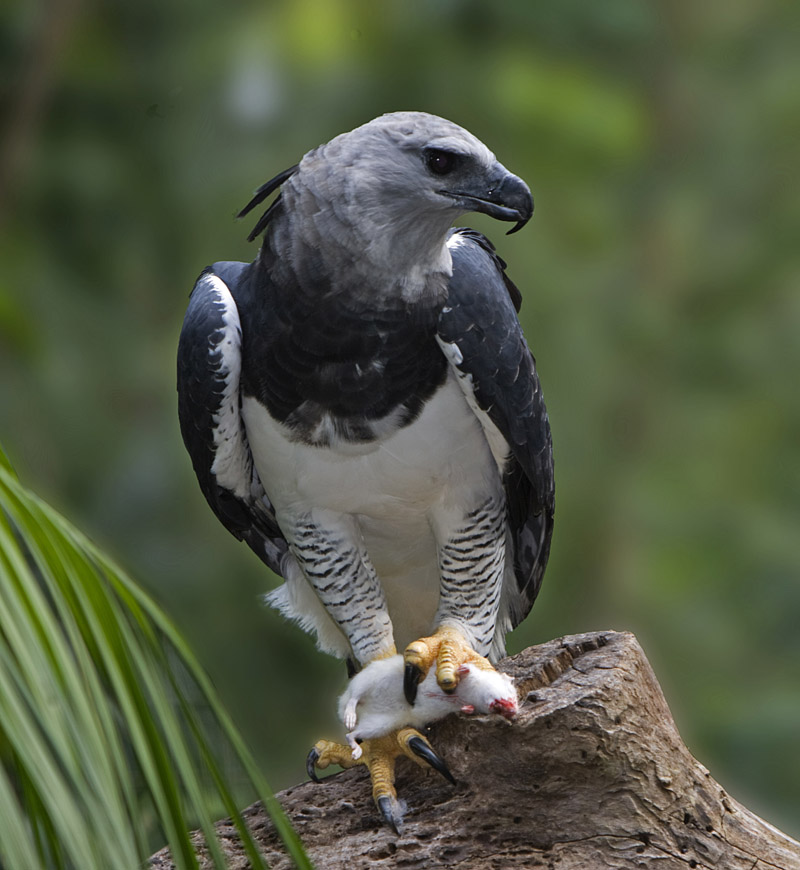
Harpia, parte da avifauna da região de Canaima

O Parque Nacional Canaima é um parque nacional localizado no estado Bolívar, Venezuela. Foi criado em 12 de junho de 1962 e declarado patrimônio da humanidade pela UNESCO no ano de 1994. Apresenta área de 30.000 km² (pouco maior que o território da Bélgica) e por seu tamanho é considerado o sexto maior parque nacional do mundo.
Cerca de 65% do parque estão ocupados por mesetas de rocha chamadas tepuis. Estes constituem um meio ambiente único, apresentando também um grande interesse geológico. Suas montanhas escarpadas e quedas d'água (incluindo o salto Ángel, a cachoeira mais alta do mundo, com quase mil metros) formam paisagens espetaculares.

## História
A história de Canaima como destinação turística começou quando o piloto Charlie Baughan sobrevoou pela primeira vez o lago de tanino da região em 1954. Com intuito de obter lucro com a exploração do turismo nessa região de beleza impressionante, fundou a companhia Empresas Gran Sabana S.A. e levou consigo o pintor alemão Heinz Dollacker para que este reproduzisse a  pitoresca paisagem em tela, a fim de que esta fosse posta num mapa turístico. Ao voltar a Caracas, além de exibirem os trabalhos de Dollacker, eles produziram uma brochura intitulada «Canaima – um pedacinho do paraíso na terra».
Em 1975 o governo aumentou a área do parque de um para três milhões de hectares, ao reconhecer seu valor como santuário das nascentes do rio Caroni, no qual foi construído um grande complexo hidrelétrico, com quatro usinas (Macagua I e II, Caruachi e Guri).

## Biodiversidade
A fauna da região inclui tatu-gigante, cachorro-d'água-gigante, tamanduá-gigante, jaguar, preguiça-de-dois dedos, macaco-viúva , macaco-prego-do-orinoco, Podoxymys roraimae (roedor endêmico do tepui Roraima),  Marmosa tyleriana (marsupial endêmico dos cumes tepuianos), harpia, arara-anã, catorra-morada, sapo-mineiro, entre outros.
Quanto à flora, há mais de trezentas espécies endêmicas somente na Gran Sabana, como as dos géneros Achnopogon, Chimantaea, Quelchia, Tepuia, Mallophyton,  Adenanthe, bem como abundantes espécies insectívoras dos géneros: Bromélia, Drosera, Heliamphora,  Utricularia.

## Hidrografia
O parque é banhado exclusivamente por rios que compõem o Caroni, afluente do rio Orinoco, e dois dos saltos de água mais altos do mundo, o salto Ángel e o Kukenán e grande quantidade de cataratas de menor altura.

## Tepuis

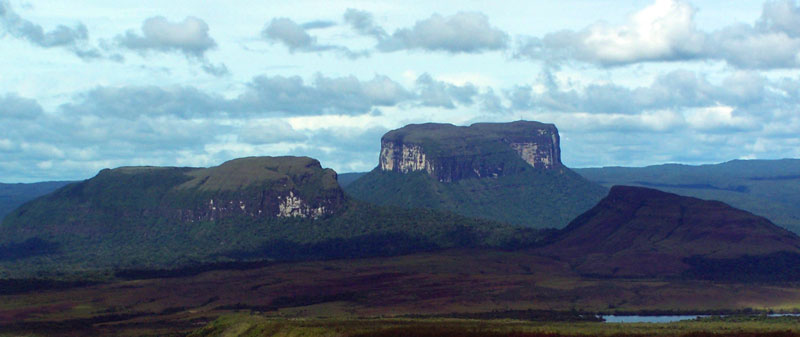
Tepuis

Os tepuis são mesetas com características inigualáveis, em que se destacam suas paredes verticais e seus cumes praticamente planos, há contudo vários deles que não cumprem tais regras.
Geologicamente, constituem restos de uma cobertura sedimentaria formada por arenito muito antigo que se superpõe a uma base de rochas ígneas — granito, sobretudo — ainda mais antigas, com quase três bilhões de anos. Sobre seus cumes habita uma quantidade muito importante de espécies endêmicas únicas, tanto de vegetais como de animais. Algumas espécies vegetais endêmicas estão categorizadas como carnívoras, as quais encontram uma profusão de alimentos em seu habitat (insetos, principalmente), mais escassos nos cumes.
Tais formações têm idade geológica que oscila entre 1,5 e 3 bilhões de anos, o que as converte em uma das formações mais antigas do planeta.[carece de fontes?]
Os tepuis mais conhecidos são: o Auyantepuy (de onde se desprende o salto Ángel), o Roraima, o tepui Kukenán e o tepui Chimantá, entre muitos outros.

## Galeria

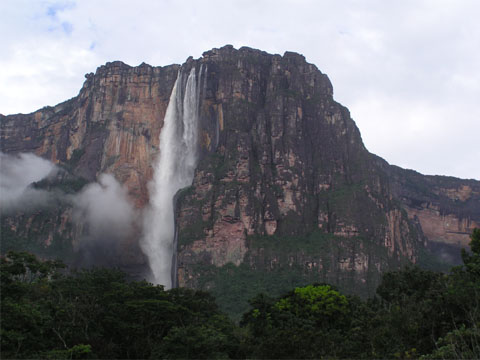
Salto Ángel
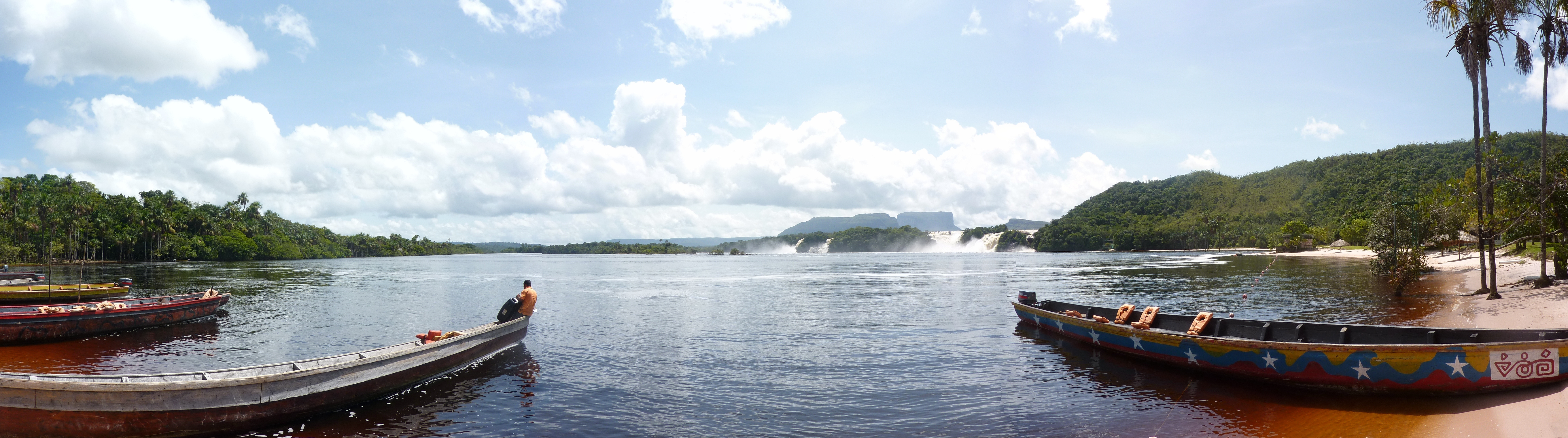
Panorâmica da lagoa Canaima
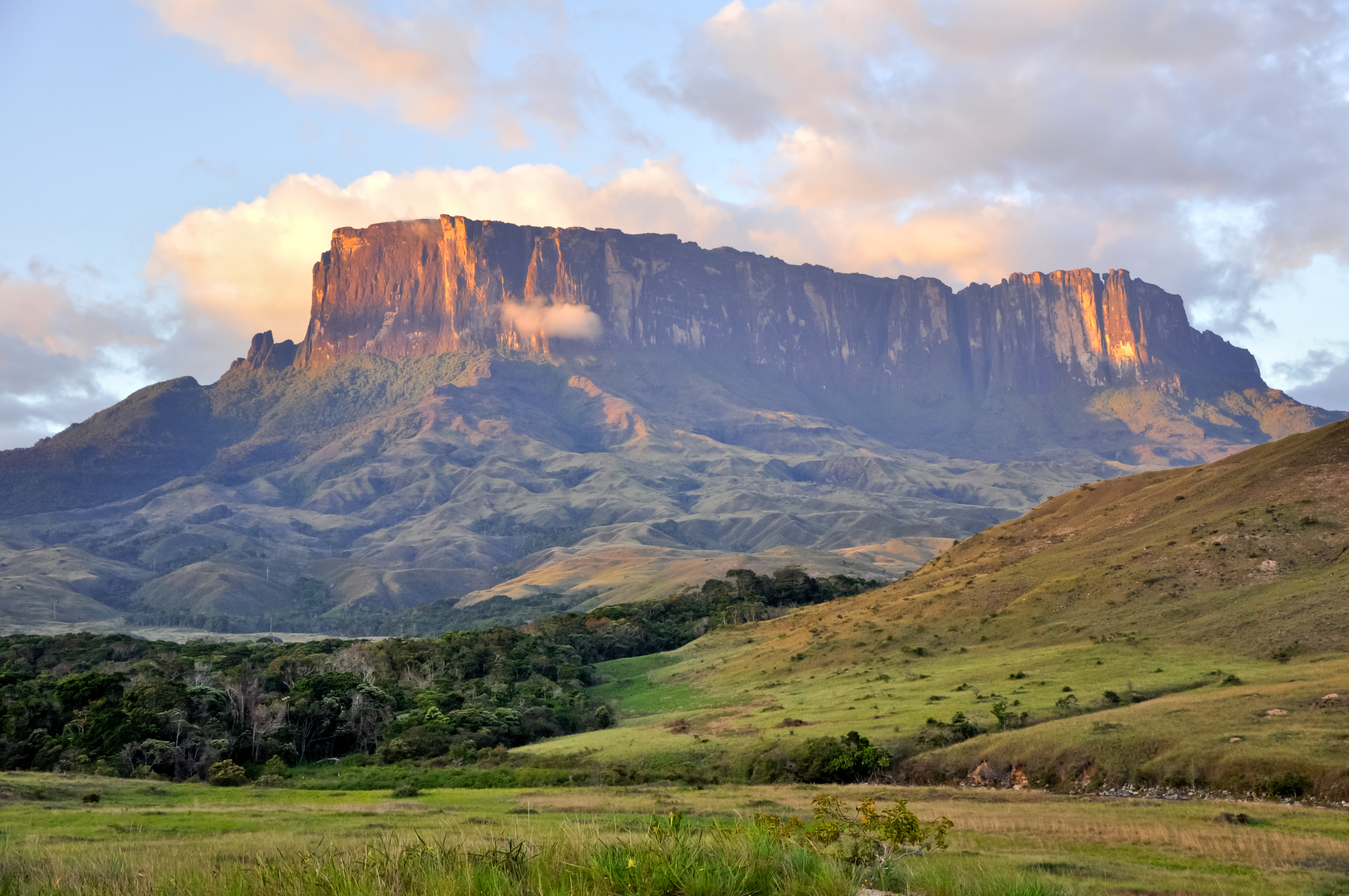
Pôr-do-sol no tepui Kukenan
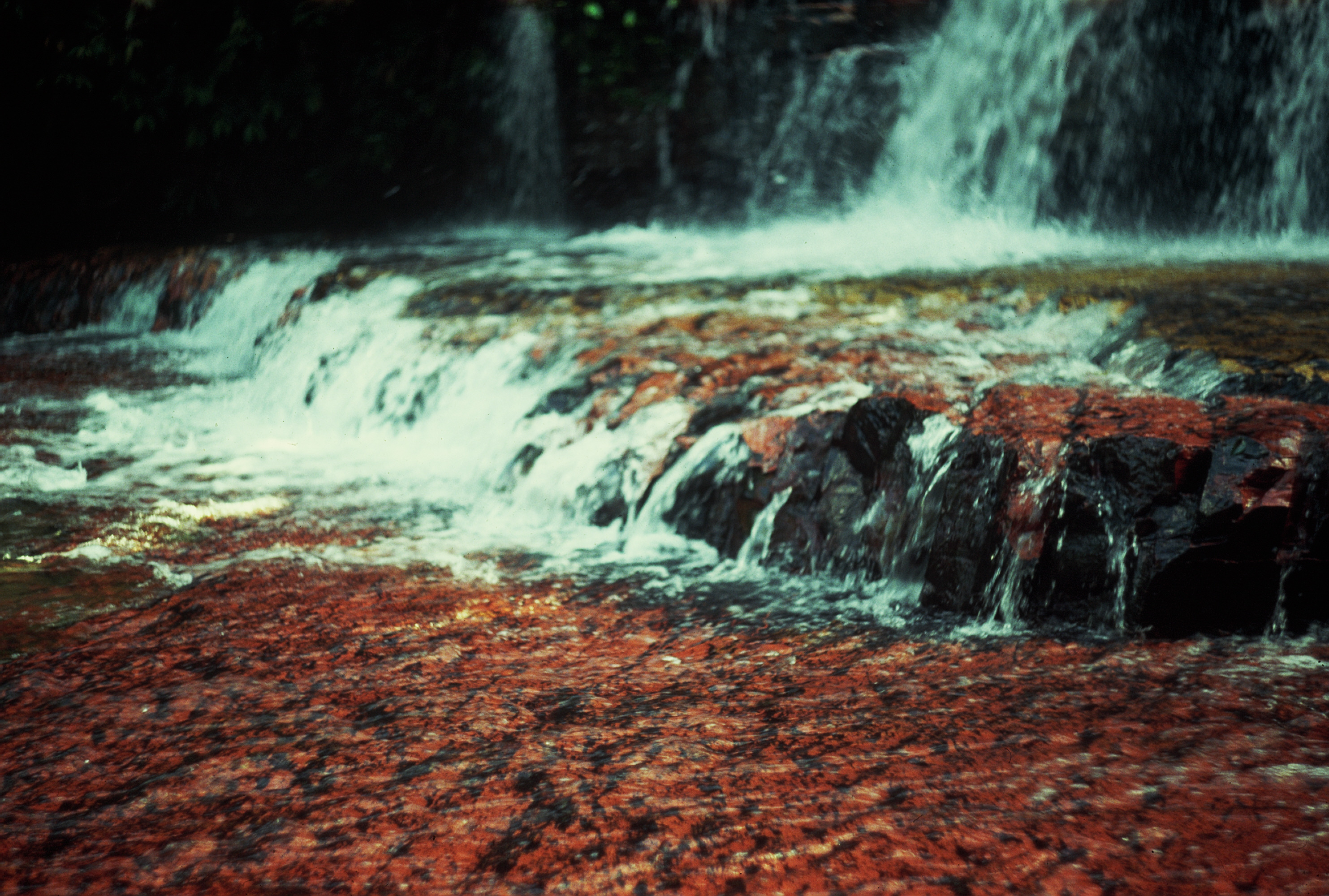
Cascatas do riacho Jaspe
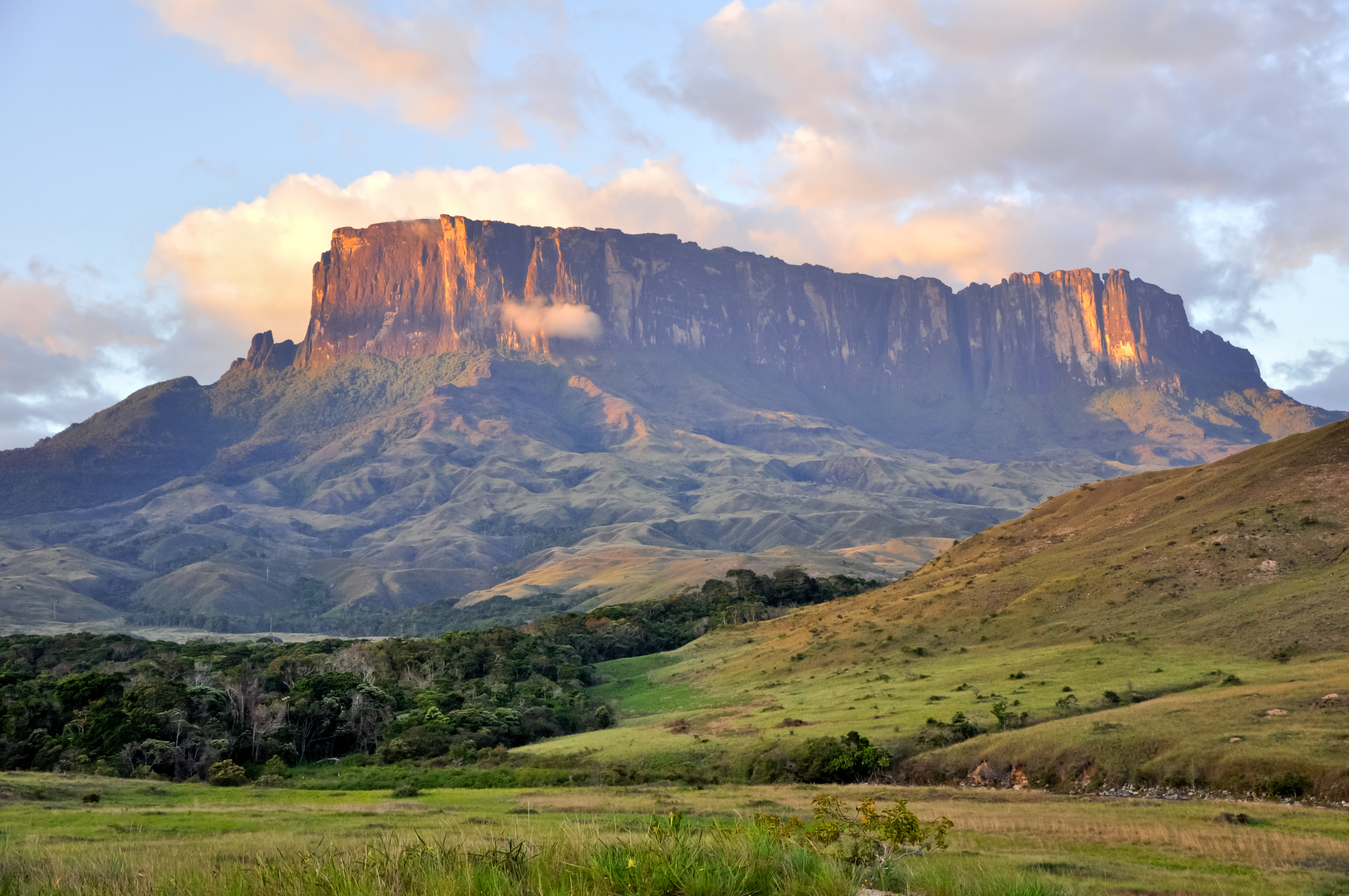
Monte Roraima
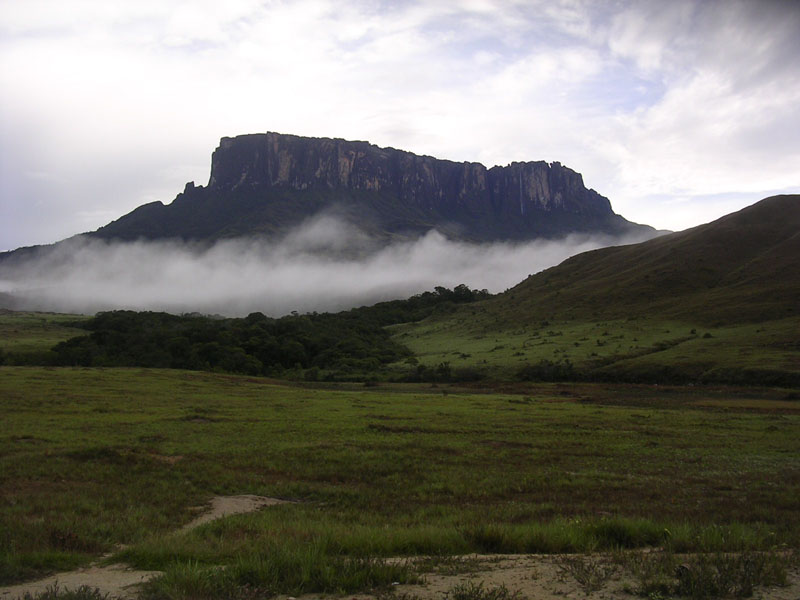
Tepui Kukenan
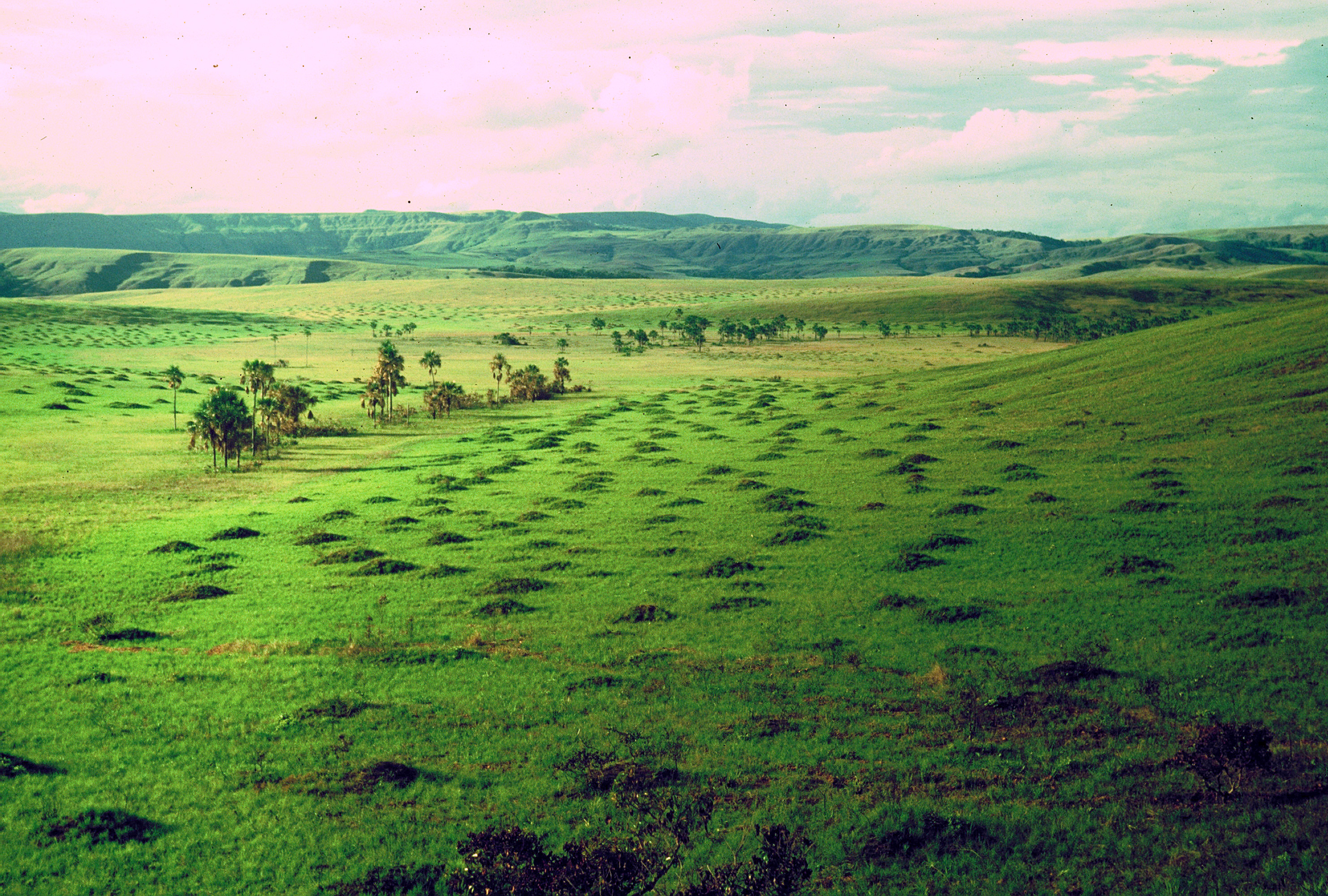
A Gran Sabana
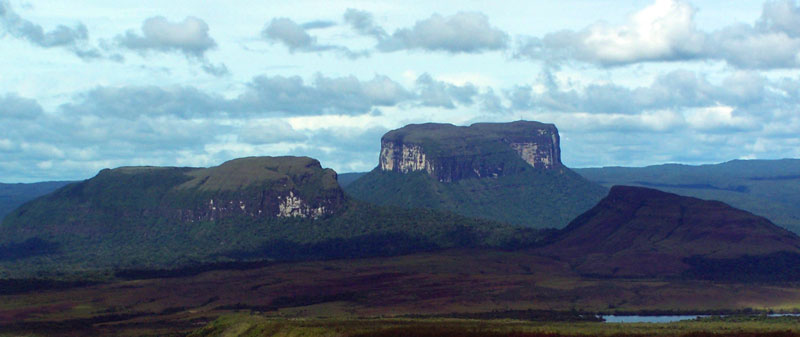
Tepuis em Canaima
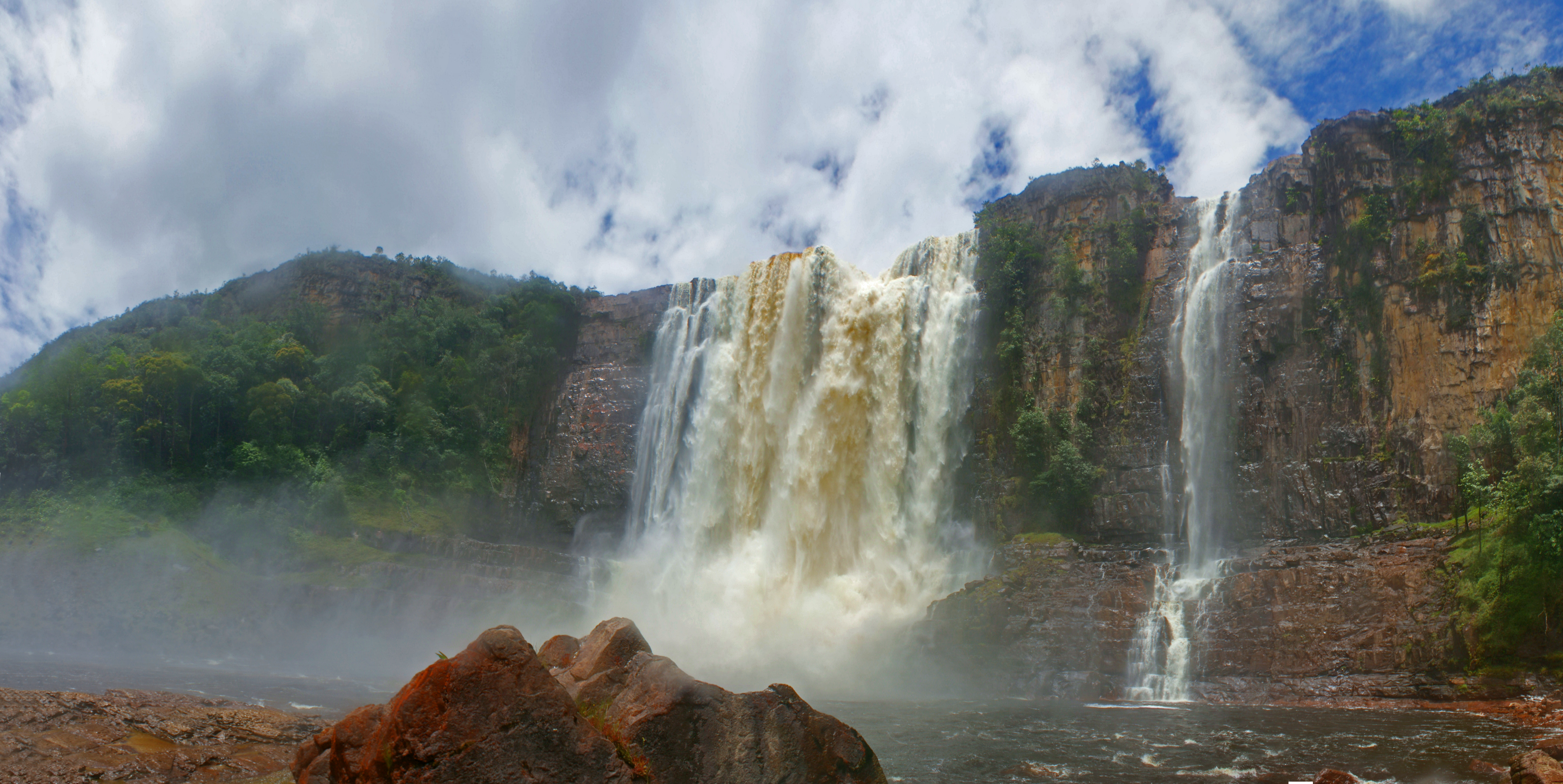
Chinak-Meru
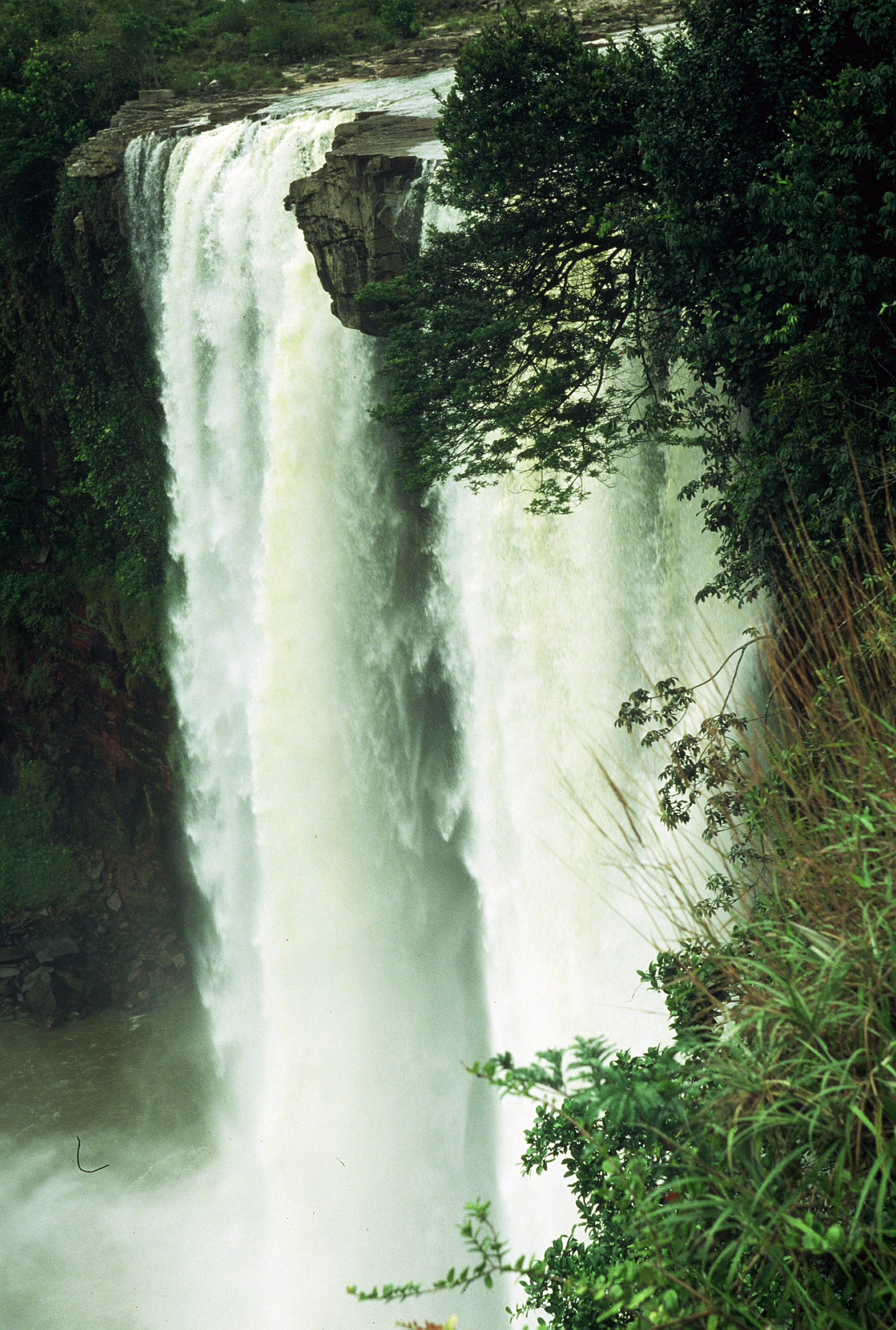
Cascatas Kamá
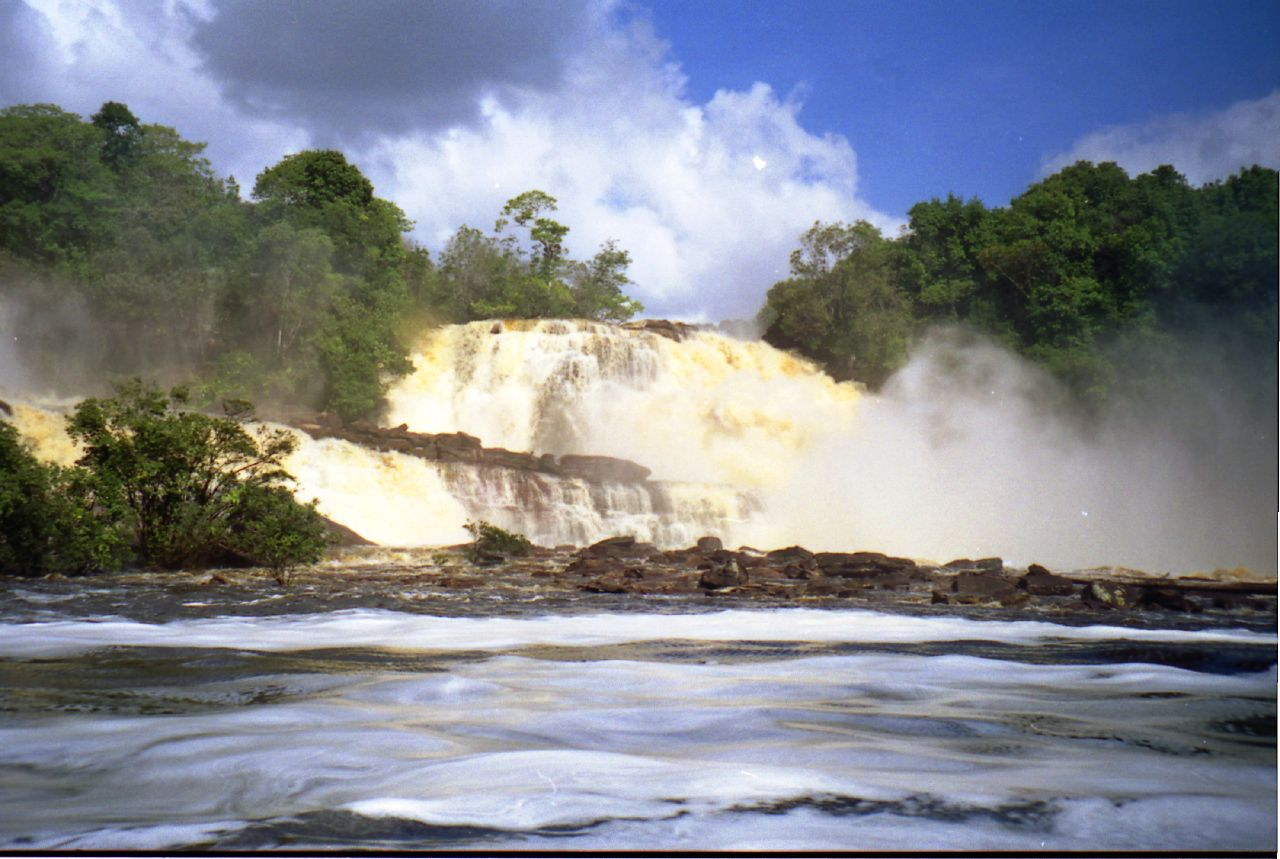
Quedas-d'água de Canaima
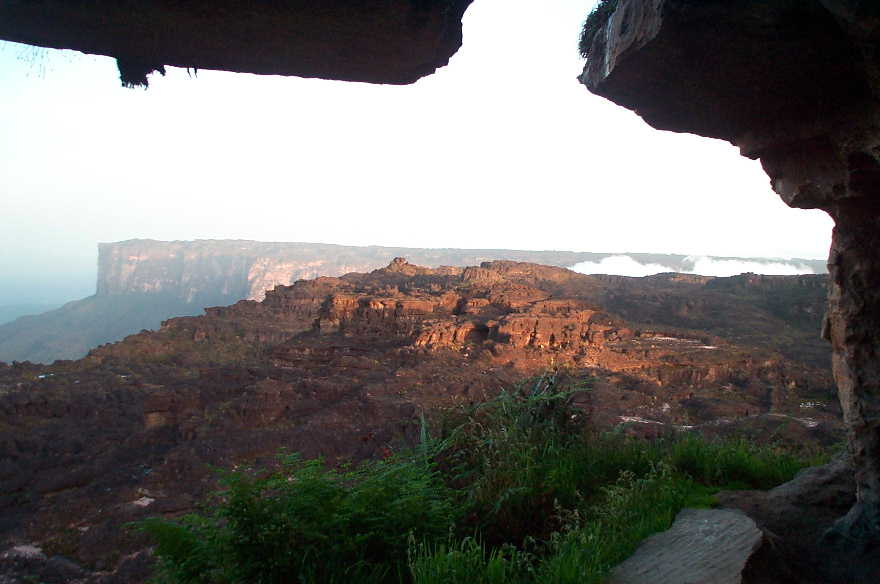
Tepui Kukenan
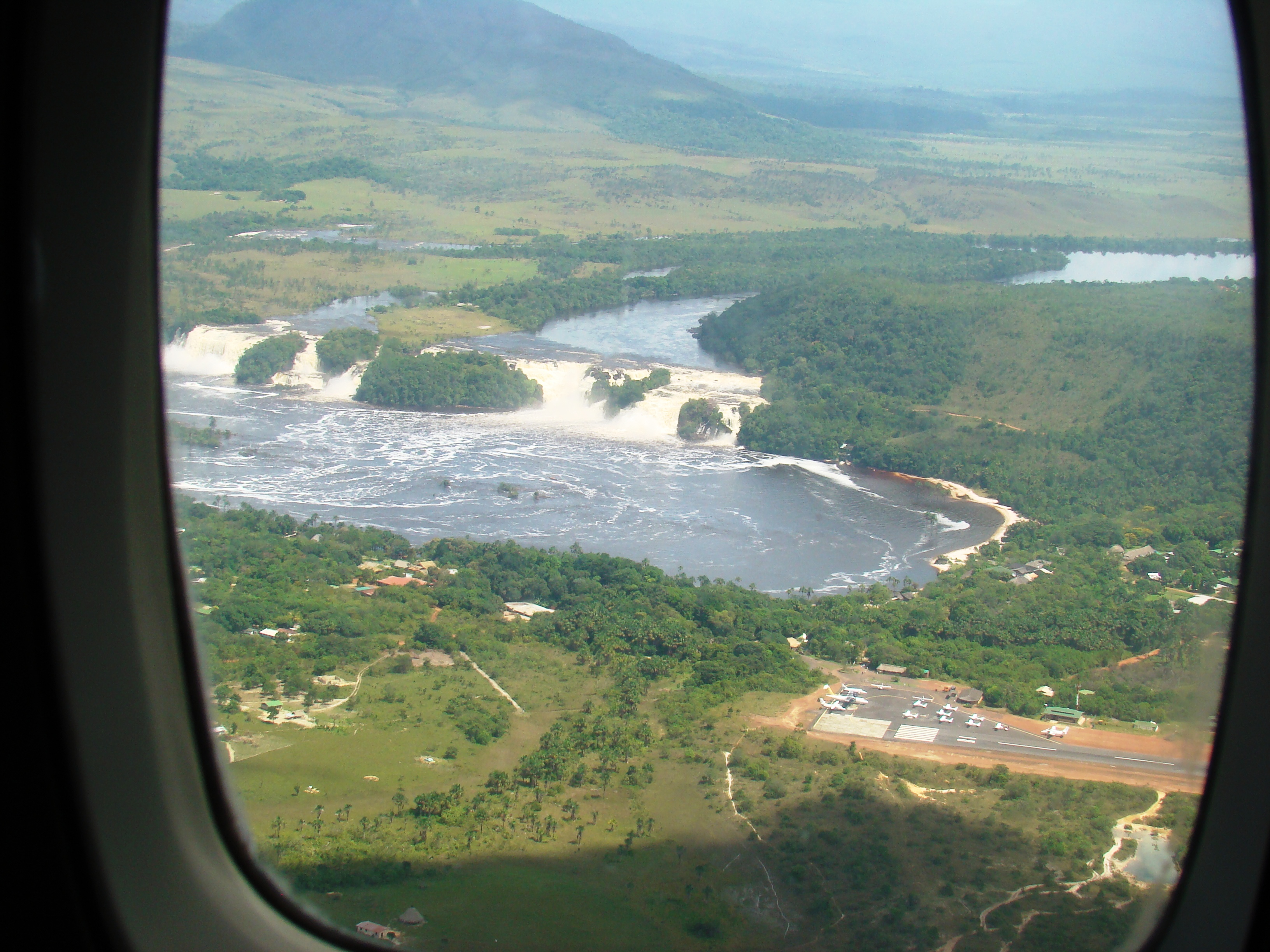
Lagoa Canaima, saltos Golondrina e Ucaima e a pista de pouso.
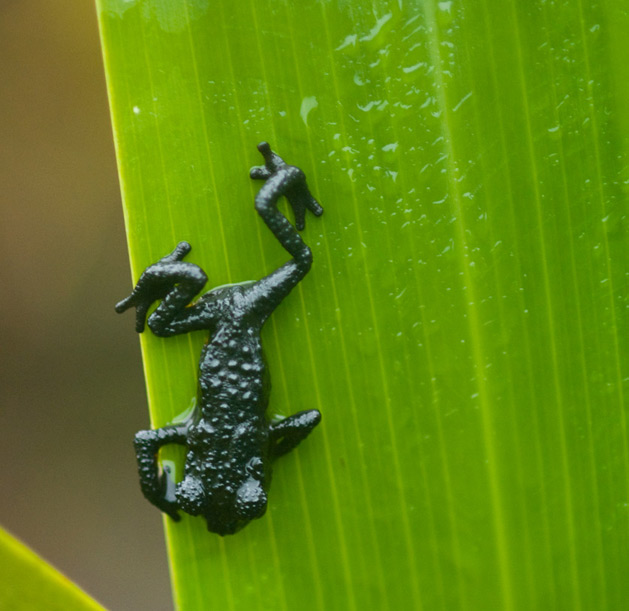
Exemplar de rã-negra-do-roraima
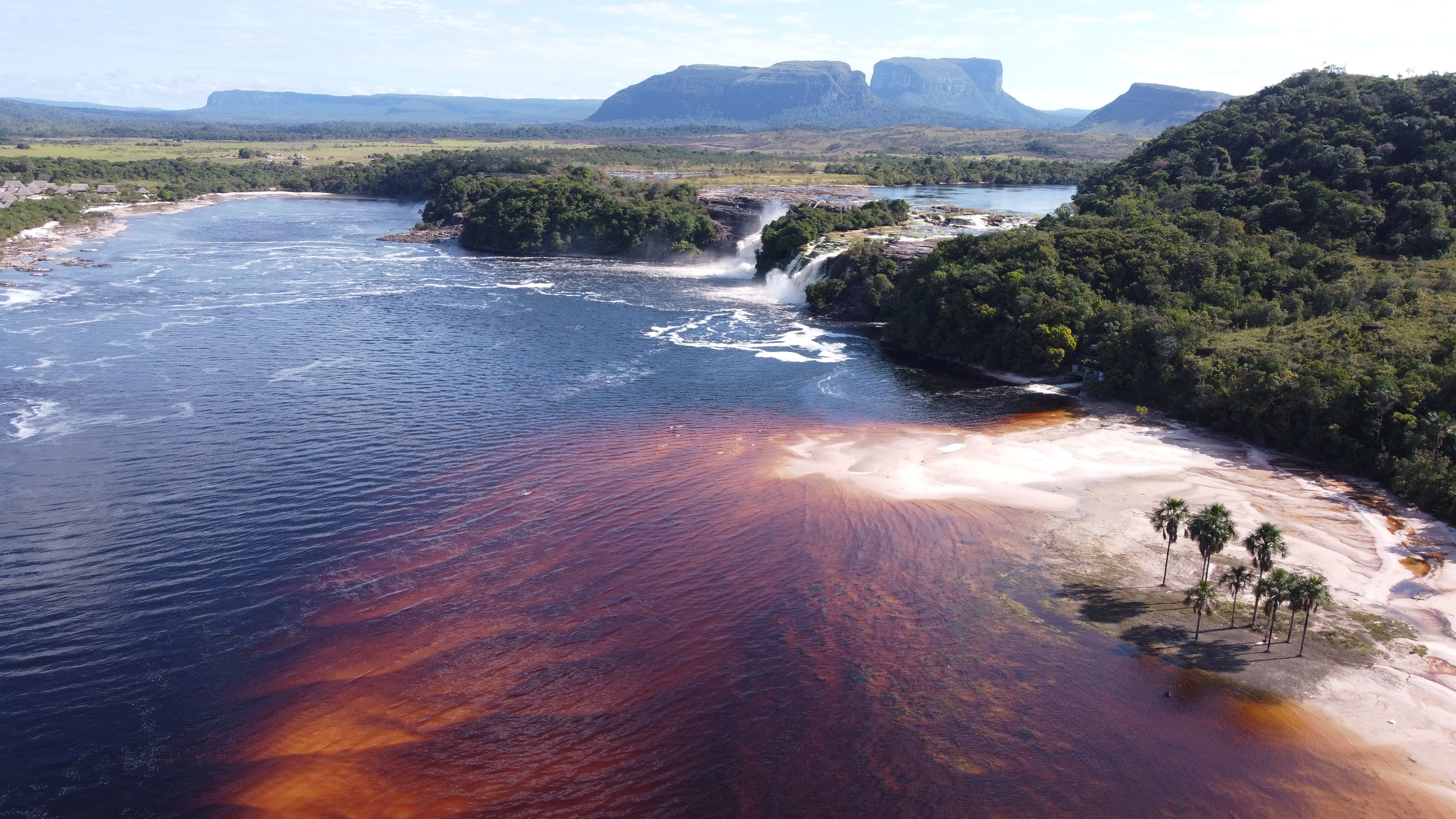
Lagoa Canaima e salto Ucaima
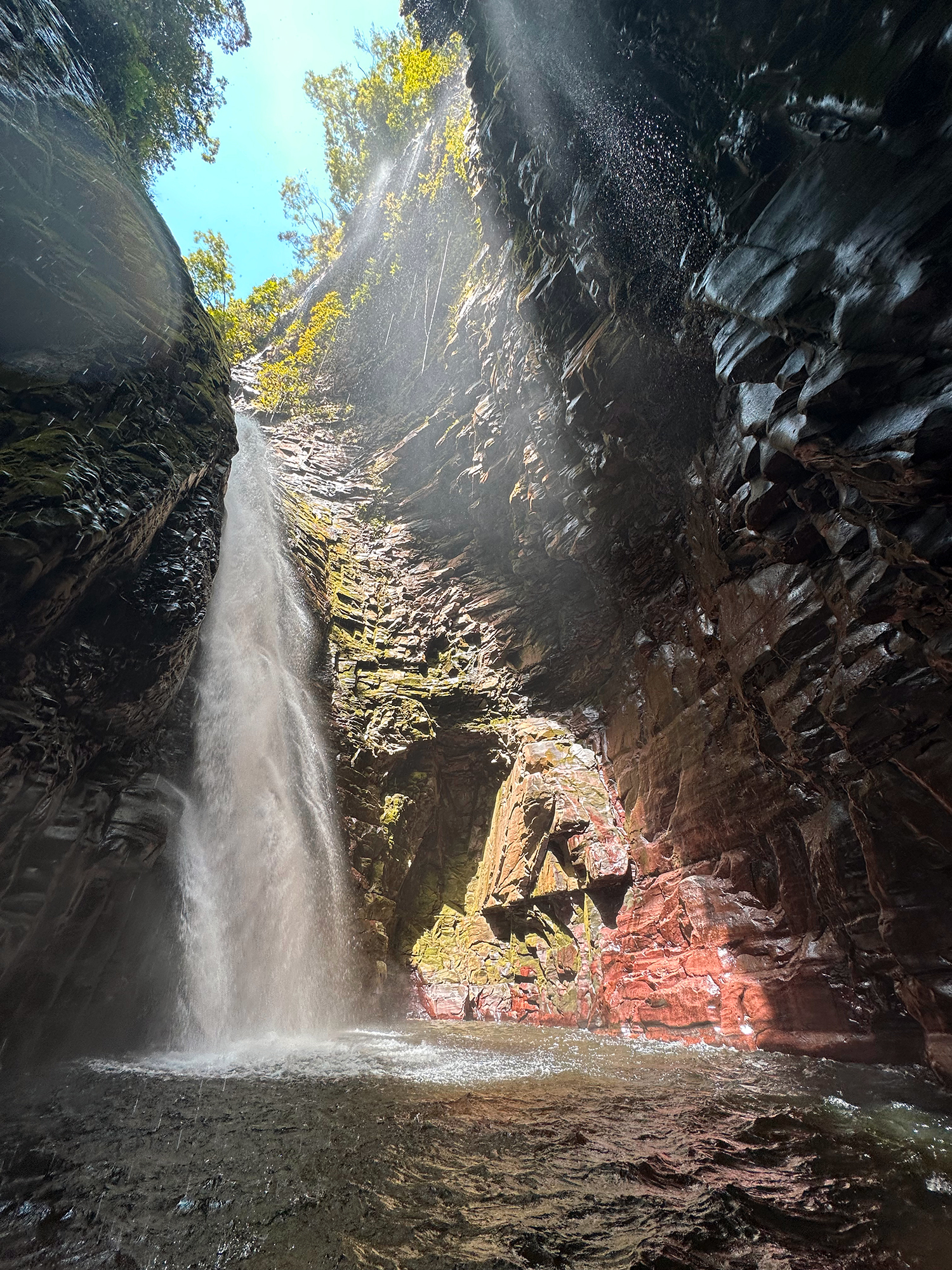
Caverna do Kavac
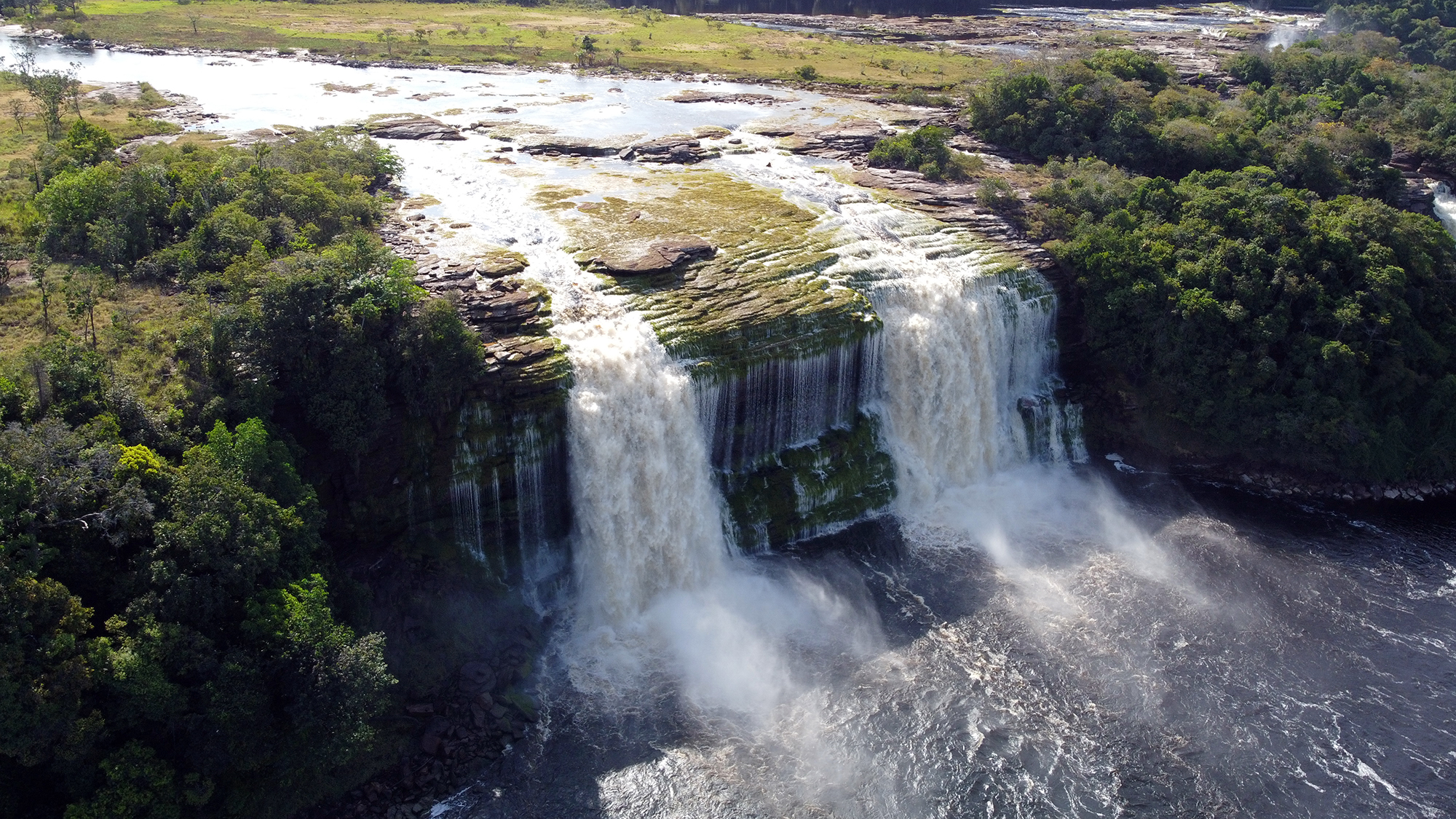
Salto El Hacha
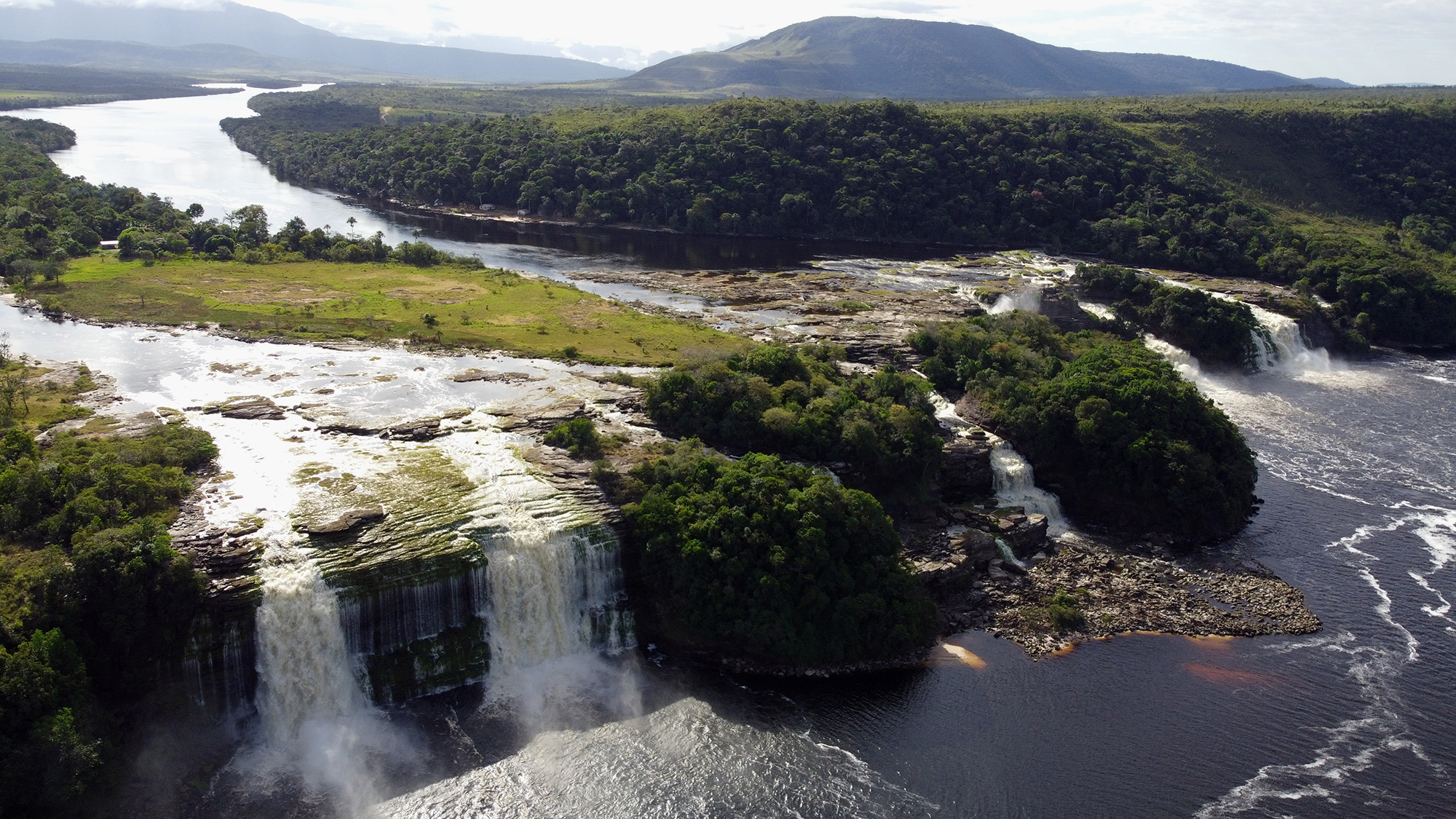
Saltos El Hacha e Ucaima. Riacho Carrao e lagoa Canaima